# David Dunford
Pour les articles homonymes, voir Dunford.
David Harvey Dunford, né le 29 septembre 1988 à Nairobi, est un nageur kényan. Il est le frère du nageur Jason Dunford. 

## Carrière
David Dunford est médaillé d'or du 100 mètres dos et du 200 mètres dos et médaillé d'argent du 50 mètres dos aux Championnats d'Afrique de natation 2006 à Dakar. 
Il participe aux Jeux olympiques d'été de 2008 à Pékin, où il est éliminé en séries du 50 mètres nage libre.
Il est ensuite médaillé d'or du 50 mètres nage libre et médaillé de bronze du 100 mètres nage libre aux Championnats d'Afrique de natation 2010 à Casablanca.
Aux Jeux africains de 2011 à Maputo, il remporte l'or sur 100 mètres nage libre, l'argent sur 50 mètres nage libre et le bronze aux relais 4 × 100 mètres nage libre, 4 × 200 mètres nage libre et 4 × 100 mètres quatre nages.
Il participe ensuite aux Jeux olympiques d'été de 2012 à Londres, où il est éliminé en séries du 50 mètres nage libre et du 100 mètres nage libre.